# Парно купатило браће Крсмановић
Парно купатило браће Крсмановић се налази у Душановој улици бр. 45а, у Београду, на територији градске општине Стари град. И представља непокретно културно добро као споменик културе.
Комплекс Парног купатила браће Крсмановић обухвата стари турски амам, тракт са кадама и тушевима и тракт са базеном. Комплекс је настајао око централног језгра турског амама од краја 19. века до средине треће деценије 20. века. Први помен амама на овој локацији потиче из турског плана 1863. године где је забележен „Мали амам“. Парно купатило било је до темеља порушено 1880. године због проширења Душанове улице, после чега су то имање купили браћа Крсмановић (Димитрије и Алекса), из угледне београдске породице трговаца. Они су на темељима старог турског амама 1886. године подигли ново купатило. У средини је кружни базен амам и мањи базен са хладном водом полигоналне основе. Темељи просторије са кружним базеном, као и канали испод базена, су остаци стaријег објекта турског амама.
Зграда Парног купатила браће Крсмановић обликована је у духу академске архитектуре. Замишљена је као приземна грађевина са истакнутним спратним бочним ризалитом, који се у зони крова завршава балустрадом. У средишњем делу симетрично решене фасаде налази се полукружно завршени портал, наткриљен троугаоним забатом. Плитке лезене са декоративно обрађеним капителима раздвајају прозоре надвишене троугаоним тимпанонима.